# 厚木市立小鮎中学校
厚木市立小鮎中学校（あつぎしりつこあゆちゅうがっこう）は、神奈川県厚木市飯山2367にある公立中学校。同市立小鮎小学校とは敷地が隣接している。

## 概要
- 三学期制
- 年間を前期・後期での二分割
- 主に学年3クラス制

## 教育目標
心・個性・学力を育てる

## 生徒目標
切磋琢磨（せっさたくま）
- 仲間同士が励ましあい、自己啓発をはかる生徒
- 自分の素質・力量を、たゆまぬ努力によって磨きあげる生徒

## 備考
- 2015年8月29日にブレイブボード100mリレーでギネス世界記録に認定。（一部生徒・PTA役員・教師・教頭により）テレビや新聞などの取材を受けた。
- 修学旅行は京都・奈良。二年は鎌倉遠足を行っている。

## 通学区域
- 厚木市
  - 小鮎小学校区
  - 飯山小学校区

## 著名な出身者
- 一戸奈美 - 女優[1]
- 小久保利恵 - 2006年度第38回ミス日本グランプリ[2]
- 菅井円加 - ローザンヌ国際バレエコンクール優勝
- 多村仁志 - プロ野球選手（DeNA、ソフトバンク、中日でプレー）